# Борисовские Выселки
Борисовские Выселки — опустевшая деревня в Куркинском районе Тульской области в составе Самарского сельского поселения.

## География
Находится в юго-восточной части Тульской области на расстоянии приблизительно 5 км на юг по прямой от поселка Куркино, административного центра района.

## История
В 1859 году здесь (деревня Ефремовского уезда Тульской губернии) было учтено 12 дворов, в 1926 — 37, в конце 1930-х годов — 29. По состоянию на 2020 год опустела.

## Население
Постоянное население составляло 115 человек (1859 год), 166 (1926), 0 как в 2002 году, так и в 2010.